# 涙の紅バラ
「涙の紅バラ」（なみだのべにばら、Roses are red）は、ポール・エバンスが1962年に発表したポップスのスタンダード・ナンバーである。ボビー・ヴィントンの歌手としてのデビュー・ヒット曲。共作者は、アル・バイロン。

## 解説
エピック・レコードと契約したボビー・ヴィントンは1961年2枚のバンド・アルバムをリリースしたもののセールスが伸びず会社はボビーの解雇の検討にはいった。ボビーはスタッフを説得しReject Pileから「涙の紅バラ」を選び歌手として録音する。自身の芸能生活での生き残りをかけてボビーは自身でプロモーションを行い、6月にはチャートの第1位を4週間記録する大ヒットとなりゴールド・ディスクを獲得した。イージー・リスニング・チャートでも第1位を記録した他、R & Bチャートにも入った。イギリスでは15位どまりだったが、世界各国でヒットしドイツ語でも録音したほどで、同名のアルバムも最高位の5位を記録した。
当初はR & B調で録音したが、満足せずロバート・マーシーのカントリー調の編曲でPatsy Clineを意識して録音をしたという。
「涙の紅バラ」という邦題は当時、日本での発売権をもっていた日本コロンビアが美空ひばりの同名曲を使用したもの。

## 映画
映画「グッドフェローズ」（監督：マーティン・スコセッシ、1990年）ではコパカバーナのシーンでボビーの長男のRobby Vintonがボビー役で出演し「涙の紅バラ」を歌った。

## 主要なカヴァー
- ボビー・ゴールズボロ(1964)
- シェリー・フェブレー(1962)
- パティ・デュ―ク
- ジム・リーブス
- ソニー・ジェイムス(1969)
- フレディ・フェンダー(1975)
- ポール・エバンス
- ロニー・キャロル（1962）全英３位[7]、
- 山下敬二郎（1962）[8]